# Saint-Juvin
Saint-Juvin település Franciaországban, Ardennes megyében. Lakosainak száma 100 fő (2022. január 1.). Saint-Juvin Champigneulle, Chevières, Cornay, Fléville, Landres-et-Saint-Georges, Marcq és Sommerance községekkel határos.

## Népesség
A település népessége az elmúlt években az alábbi módon változott:
| Lakosok száma | 176  | 142  | 121  | 112  | 111  | 107  | 104  | 102  | 101  | 100  |
|               | 1968 | 1982 | 1990 | 2006 | 2013 | 2015 | 2017 | 2019 | 2020 | 2022 |